# 熊本県道242号走潟廻江線
熊本県道242号走潟廻江線（くまもとけんどう242ごう はしりがたまいのえせん）は、熊本県宇土市から熊本市南区に至る一般県道である。

## 概要

### 路線データ
- 起点：熊本県宇土市走潟町（走潟町交差点、国道501号交点）
- 終点：熊本県熊本市南区富合町大字杉島（小岩瀬交差点、国道3号（国道57号重複区間）・熊本県道297号川尻宇土線交点、熊本県道241号千町廻江線終点）

## 路線状況

### 重複区間
- 熊本県道241号千町廻江線（熊本市南区富合町大字杉島）

## 地理

### 通過する自治体
- 宇土市
- 熊本市（南区）

### 交差する道路
| 交差する道路                                                                       | 市町村名 | 市町村名 | 交差する場所   | 交差する場所        |
| ---------------------------------------------------------------------------------- | -------- | -------- | -------------- | ------------------- |
| 国道501号                                                                          | 宇土市   | 宇土市   | 走潟町         | 走潟町交差点 / 起点 |
| 熊本県道241号千町廻江線 重複区間起点                                               | 熊本市   | 南区     | 富合町大字杉島 |                     |
| 国道3号 国道57号 重複 熊本県道241号千町廻江線 重複区間終点 熊本県道297号川尻宇土線 | 熊本市   | 南区     | 富合町大字杉島 | 小岩瀬交差点 / 終点 |

### 交差する鉄道
- 鹿児島本線
- 九州新幹線

### 沿線
- 緑川